# Graham Greene (aktor)
Graham Greene (ur. 22 czerwca 1952 w Rezerwacie Sześciu Narodów, w Ontario) – kanadyjski aktor filmowy i telewizyjny.

## Życiorys
Jest członkiem plemienia Oneidów, należącego do Ligi Irokezów. Był nominowany do Oscara za rolę w filmie Tańczący z wilkami.

## Filmografia
- Śnieżna przygoda (1990, Lost in the Barrens)
- Tańczący z wilkami (1990)
- Przystanek Alaska – serial telewizyjny (1990–1995)
- Na rozkaz serca (1992)
- Ostatni który przeżył (1992, The Last of His Tribe)
- Maverick (1994)
- Szklana pułapka 3 (1995)
- Mały Indianin (1997)
- Zielona mila (1999)
- Szara Sowa (1999)
- Śnieżne psy (2002)
- Transamerica (2005)
- Zmierzch (2008)
- Saga „Zmierzch”: Księżyc w nowiu (2009)
- Saga „Zmierzch”: Przed świtem – część 2 (2012)
- Chata (2017)
- Wind River. Na przeklętej ziemi (2017)
- Gra o wszystko (2017)
- Jak łodzie (2018, We Are Boats)